# Tabango
Tabango is een gemeente in de Filipijnse provincie Leyte op het eiland Leyte. Bij de laatste census in 2007 had de gemeente bijna 31 duizend inwoners.

## Geografie

### Bestuurlijke indeling
Tabango is onderverdeeld in de volgende 13 barangays:
| - Butason I - Butason II - Campokpok - Catmon - Gibacungan - Gimarco - Inangatan | - Manlawaan - Omaganhan - Poblacion - Santa Rosa - Tabing - Tugas |

## Demografie
Tabango had bij de census van 2007 een inwoneraantal van 30.503 mensen. Dit zijn -930 mensen (-3,0%) meer dan bij de vorige census van 2000. De gemiddelde jaarlijkse groei komt daarmee uit op -0,41%, hetgeen lager is dan het landelijk jaarlijks gemiddelde over deze periode (2,04%). Vergeleken met de census van 1995 is het aantal mensen met -1.334 (-4,2%) toegenomen.

De bevolkingsdichtheid van Tabango was ten tijde van de laatste census, met 30.503 inwoners op 96,62 km², 315,7 mensen per km².